# Африканская пчела
Восточно-африканская медоносная пчела (лат. Apis mellifera scutellata) — подвид медоносной пчелы.
Происходит из районов центральной, южной и восточной Африки, хотя на крайнем юге его замещает капская медоносная пчела (Apis mellifera capensis). Этот подвид считается одним из предков широко расселяющегося по американскому континенту гибрида, известного как африканизированные пчёлы, часто называемого «пчёлами-убийцами».

## Внешний вид
Внешне восточноафриканская пчела очень похожа на европейскую пчелу, однако характеризуется немного меньшим размером. Средняя длина тела рабочей особи составляет 19 мм. Верхняя часть насекомого покрыта пухом, брюшко чёрное.